# غويدا ماريا
غويدا ماريا (بالبرتغالية: Guida Maria‏) هي ممثلة برتغالية، ولد في 23 يناير 1950 في لشبونة في البرتغال، وتوفي بنفس المكان في 2 يناير 2018 بسبب سرطان البنكرياس.

## وصلات خارجية
- غويدا ماريا على موقع IMDb (الإنجليزية)
- غويدا ماريا على موقع قاعدة بيانات الفيلم (الإنجليزية)